# Nữ bác sĩ
Nữ bác sĩ là một bộ phim truyền hình được thực hiện bởi Hãng phim Truyền hình Thành phố Hồ Chí Minh, Đài Truyền hình Thành phố Hồ Chí Minh do Song Chi làm đạo diễn. Phim phát sóng vào lúc 18h00 từ Chủ Nhật đến thứ 3 hàng tuần bắt đầu từ ngày 21 tháng 10 năm 2007 và kết thúc vào ngày 27 tháng 11 năm 2007 trên kênh HTV9 và phát sóng vào lúc 21h10 từ Thứ 2 đến thứ 6 hàng tuần bắt đầu từ ngày 28 tháng 2 năm 2008 và kết thúc vào ngày 24 tháng 3 năm 2008 trên kênh VTV1.

## Nội dung
Nữ bác sĩ xoay quanh 3 nữ bác sĩ là Ngọc Hà (Xuân Hòa), Thanh Hà (Đinh Y Nhung), Hoàng Hà (Lục Diệp) đều có những bi kịch riêng. Ngọc Hà là bác sĩ khoa vô sinh hiếm muộn, nhưng lại sẩy thai. Thanh Hà bác sĩ khoa sản, yêu đơn phương, gặp nhiều trắc trở trong cuộc sống. Hoàng Hà bác sĩ kế hoạch hóa gia đình lại vô sinh…

## Diễn viên
- Xuân Hòa trong vai Ngọc Hà[7]
- Đinh Y Nhung trong vai Thanh Hà
- Lục Diệp trong vai Hoàng Hà
- Quý Bình trong vai Khải
- Nguyễn Hoài Nam trong vai Luận
- Lâm Minh Thắng trong vai Khang
- Mai Sơn Lâm trong vai Lương
- Lan Phương trong vai Thiên Hương
- Hạnh Thúy trong vai Bác Sĩ Quý
- Nguyễn Hậu trong vai Ông Hoàng
- Nhật Kim Anh trong vai Nữ hộ sinh Kim Khuê

Cùng một số diễn viên khác....

## Ca khúc trong phim
Bài hát trong phim là ca khúc "Giấc mơ thủy tinh" do Võ Thiện Thanh sáng tác và Nguyên Thảo thể hiện.

## Sản xuất
Bác sĩ - Anh hùng Lao động - Thầy thuốc nhân dân Nguyễn Thị Ngọc Phượng là nguyên giám đốc bệnh viện Từ Dũ trong vai trò cố vấn y khoa cho phim.

## Giải thưởng
| Năm  | Giải thưởng                                | Hạng mục         | (Người) đề cử | Kết quả   | Tham khảo |
| ---- | ------------------------------------------ | ---------------- | ------------- | --------- | --------- |
| 2007 | Liên hoan Truyền hình toàn quốc lần thứ 27 | Phim truyền hình | —             | Giải vàng | [ 8 ]     |